# احمدیه در اسرائیل
احمدیه در اسرائیل (به انگلیسی: Ahmadiyya in Israel) (عبری: אחמדים בישראל‎ ; عربی: أحمدیة فی إسرائیل) یک جامعه کوچک احمدی در اسرائیل است. این جامعه برای اولین بار در منطقه، در دهه ۱۹۲۰ که در آن زمان تحت قیمومیت بریتانیا بر فلسطین نام داشت، ایجاد شد. اسرائیل تنها کشور در خاورمیانه است که شاخه احمدی می‌تواند در آن به صورت علنی به فعالیت بپردازد. بدین لحاظ، کبابیر، محله ای در کوه کرمل در حیفا، اسرائیل، به عنوان ستاد مرکزی جامعه احمدی در خاورمیانه به فعالیت می‌پردازد. تعداد احمدی‌های اسرائیلی نامشخص است، اما تخمین زده می‌شود که تنها در محله کبابیر حدود ۲۲۰۰ احمدی وجود داشته باشد.

## تاریخچه
پیشینه جامعه احمدیه در اسرائیل با سفر خلیفه دوم جامعه، میرزا بشیرالدین محمود احمد و تعدادی از مبلغان در سال ۱۹۴۲ و در منطقه خاورمیانه آغاز می‌شود. هرچند این جامعه برای اولین بار در سال ۱۹۲۸ در منطقه، که در آن زمان تحت قیمومیت بریتانیا بر فلسطین بود، ایجاد شد. اولین کسانی که به این جنبش گرویدند متعلق به قبیله اوده (Odeh) در کوه کرمل بودند (قبیله‌ای که نشات گرفته از نعلین، روستای کوچکی در نزدیکی اورشلیم هستند). در دهه ۱۹۵۰ آنها در کبابیر ساکن شدند، که در سابق نام روستایی بود که بعد به شهر حیفا الحاق شد. اولین مسجد محله در سال ۱۹۳۱، و مسجد محمود که بزرگتر بود در دهه ۱۹۸۰ ساخته شد.
در سال ۱۹۸۷، جامعه احمدیه اسرائیل قرآن را به زبان ییدیش، که در میان ۱۰۰ زبان برگزیده توسط خلیفه وقت جامعه میرزا طاهر احمد بود، ترجمه کرد.

## جامعه امروزی
جامعه احمدیه در حال حاضر در بیشتر مناطق اسرائیل حضور دارد ولی به‌طور کلی در سومین شهر بزرگ اسرائیل، حیفا متمرکز شده است.
حیفا

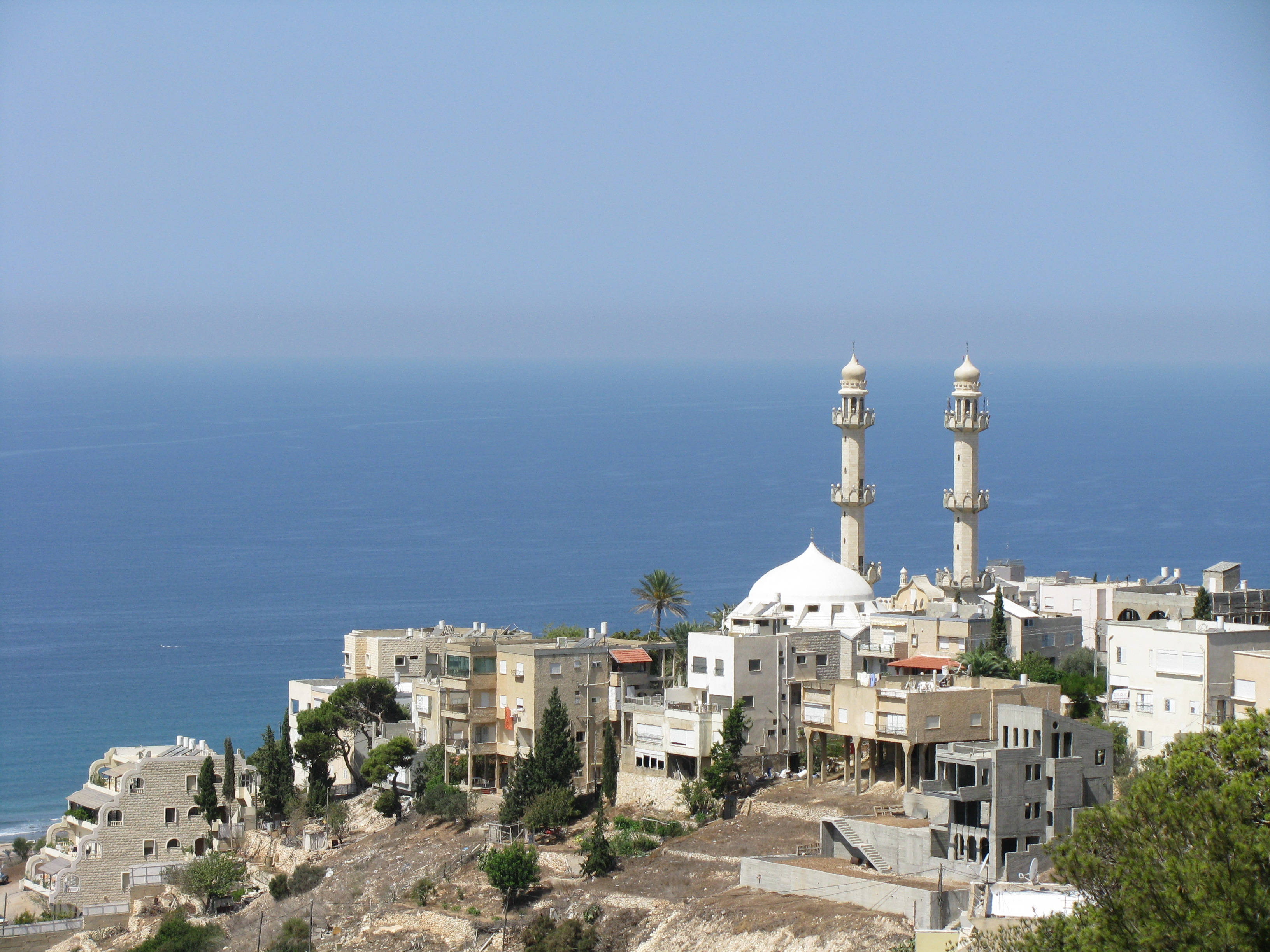
بخشی از محله کبابیر در حیفا که مسجد محمود در پس‌زمینه مشخص است.

هر چند تعداد زیادی از جامعه احمدیه در بخش‌های دیگر اسرائیل حضور دارند ولی محله کبابیر در حیفا، تنها بخش تثبیت شده از آن، در اسرائیل است. کبابیر محله‌ای آمیخته از جوامع مختلف است که احمدیه اکثریت آن را تشکیل می‌دهد و اقلیت قابل توجه‌ای از یهودیان در آن حضور دارند، تعدادی مسیحی و اندکی دروزی هم در آنجا سکونت دارند. جامعه احمدیه تعداد کمی از فلسطینی‌های مهاجر را که از سوی اقوام بزرگ خود در کرانه باختری طرد شده‌اند و در جستجوی پناهگاهی در حیفا بودند، را شامل می‌شود. مقامات شهر حیفا به این موضوع، همانند یک الگوی همزیستی نگاه می‌کنند. یونا وَهَب (Yona Yahav)، شهردار سابق حیفا احمدی‌های محلی را «اعراب اصلاح‌گرا» (در قیاس با یهودیت اصلاح‌گرا) توصیف می‌کند. تعدادی سیاستمدار همچون شیمون پرز، رئیس‌جمهور وقت اسرائیل در پی دعوت به افطار هنگام ماه رمضان، با جامعه محلی دیدار داشته‌اند.
جامعه احمدی محلی، مشارکت فعالی در گذران جامعه شهری از جمله مشارکت در فعالیت‌های بین‌ادیان دارد که نمونه‌ای از آن در مکان تبادل نظر حیفا به منظور تشریک مساعی بین ادیان می‌باشد. مسلمانان احمدی رویداد سالانه روز همسایه را در جهت ترویج روابط خوب با همسایگان و معرفی جامعه احمدیه، ساماندهی کرده‌اند. جامعه احمدیه همچنین نقش قابل توجه‌ای در فستیوال عمومی محلی هالیدی آو هالیدیز (Holiday of Holidays) که با حضور ده‌ها هزار نفر از مردم برگزار می‌شود، ایفاء می‌کند. رهبران و اعضاء احمدی در تمام گردهمایی‌ها و مراسم رسمی و نمادین، در کنار رهبران سیاسی و مذهبی که با آنها دارای روابطی آرام و فعال هستند، مشارکت می‌کنند.
در سال ۲۰۰۹، به عنوان جزئی از نمایندگی رسمی رهبران پرآوازه مذهبی اسرائیل، رهبر جامعه مسلمانان احمدیه در اسرائیل با پاپ بندیکت شانزدهم دیدار کرد تا پیام مکتوبی از طرف پنجمین خلیفه جامعه احمدیه، میرزا مسرور احمد تحویل پاپ دهد. طی این دیدار نسخه‌ای از قران به پاپ اهداء شد.
جامعه احمدیه در حیفا به عنوان ستاد مرکزی منطقه‌ای این جامعه، در تنها کشور خاورمیانه که به آنها اجازه می‌دهد تا با عقاید دینی خود آزادانه به فعالیت بپردازند، میزبان کنفرانس سالانه رهبران مذهبی احمدی از نقاط مختلف جهان، به ویژه کشورهای خاورمیانه همچون اردن، مصر و فلسطین است. جامعه احمدیه حیفا همچنین میزبان تعدادی برنامه تلویزیونی برای بینندگان عرب زبان در خاورمیانه و شمال آفریقا، به واسطه کانال تلویزیون عربی ام‌تی‌ای ۳ (MTA 3)  است که زیر بخش شبکه تلویزیون جهانی مسلم تلویزیون احمدیه اینترنشنال ( MTA International) می‌باشد.

## سایر مناطق اسرائیل
احمدی‌ها در منطقه جنوبی، منطقه مرکزی، منطقه شمالی و منطقه اورشلیم اسرائیل حضور دارند.  اگرچه آنها هیچ جامعه تثبیت شده‌ای در این مناطق ندارند.